# سوزان مبارک
سوزان مبارک (زادهٔ ۲۸ فوریه ۱۹۴۱ در استان منیا) همسر حسنی مبارک و بانوی اول کشور مصر بود.

## والدین
او فرزند یک پزشک مصری بنام صالح صابت و پرستاری بریتانیا یی اهل ولز بنام "لی لی می پالمر"  است. 

## فعالیت‌ها

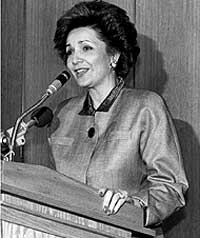
سوزان مبارک، ۱۹۸۹

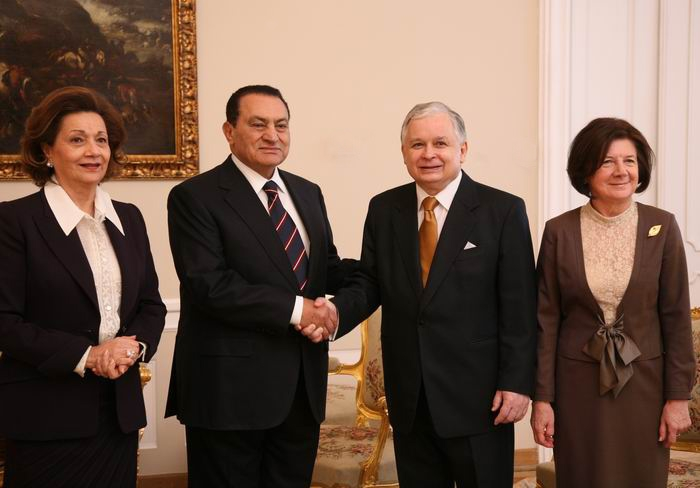
حسنی مبارک، لخ کاچینسکی و همسرانشان، ۲۰۰۸

سوزان مبارک در مصر کمیته عالی خواندن همگانی و کمیته آزادی خانواده را تأسیس کرده و با راه اندازی «سازمان زنان عرب» در میان ۲۲ کشور عرب، همسران سران ۱۵ کشور اردن، امارات، بحرین، تونس، الجزایر، سودان، سوریه، عمان، فلسطین، لبنان، لیبی، مصر، موریتانی، مراکش و یمن را درگیر این پروژه کرده‌است.